# Kinder- und Jugendfilmzentrum
Das Deutsche Kinder- und Jugendfilmzentrum (KJF) wurde 1977 gegründet. Es hat seinen Sitz in Remscheid und gehört zur Akademie der Kulturellen Bildung des Bundes und des Landes NRW e. V. Finanziert wird das Zentrum vom Bundesministerium für Familie, Senioren, Frauen und Jugend.
Ein Kuratorium, das sich aus Vertretern von Bund und Ländern, Hochschulen und Verbänden zusammensetzt, hat die Fachaufsicht. Vorsitzende sind Margret Albers und Angela Tillmann.
Das KJF arbeitet mit einer Vielzahl von Institutionen, Verbänden und Ministerien zusammen. Im Auftrag des BMFSFJ veranstaltet das KJF die bundesweiten Wettbewerbe
- Deutscher Jugendfotopreis
- Deutscher Jugendfilmpreis
- Deutscher Generationenfilmpreis
- Deutscher Multimediapreis mb21

Darüber hinaus vertritt das KJF die Bundesrepublik Deutschland in internationalen Jugendfilmgremien.
Zu den zentralen Aufgaben des KJF zählt auch die Empfehlungsarbeit, etwa in Form der Online-Portale Kinderfilmwelt und Kinder- und Jugendfilmportal. Hier werden aktuelle Filme für Kinder und Jugendliche vorgestellt und empfohlen. Die Empfehlungen erfolgen unter pädagogischen und zielgruppenspezifischen Gesichtspunkten und ergänzen die Freigaben durch die FSK.